# سیارک ۹۳۳

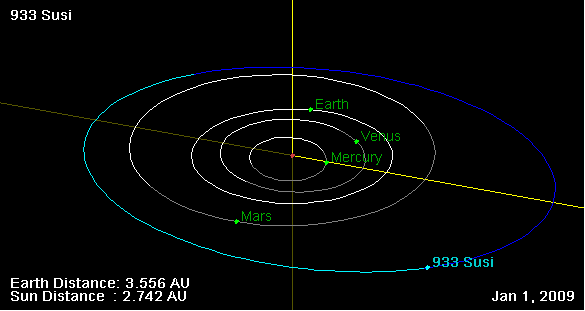
نمایی از محل قرارگیری سیارک ۹۳۳ در مدار – ۲۰۰۹

سیارک ۹۳۳ (به انگلیسی: 933 Susi، نامگذاری:1927CH) نهصد و سی و سومین سیارک کشف شده‌است که در ۱۰ فوریه ۱۹۲۷ و در هایدلبرگ کشف شد.
قدر مطلق سیارک برابر ۱۱٫۸۰ است.